# 中山果奈
中山 果奈（日文：なかやま かな，1991年 - ），為NHK播音員。

## 經歷
廣島縣廣島市出身。幼年時母親去世，由伯母於祖父母家養育成人。聖母清心中學校、高等學校、東京大學畢業後，2014年進入NHK。立志成為播音員的契機是大學時於NHK打工參與了《NHK手語新聞》（NHK教育頻道）的節目製播。

### 進入NHK後
於初次勤務地的松江放送局任職直到2016年3月。之後前往廣島，負責2015年8月6日廣島和平紀念儀式的現場直播講解。之後，根據自身希望，2016年4月開始於廣島放送局任職（至2019年3月）。2018年，西日本發生了帶來巨大災害的豪雨，她於廣島放送局負責當晚的新聞播報，但在隔天早上，她得知了受災情況遠超過自己的想像，深感自身的無力。以此為契機，她開始研究過去的災害與災害報導，立志成為一名能夠在災害報導中發揮力量的播報員。此外，她亦參與了NHK廣島放送局的廣播節目《廣島原爆之日廣播特別節目 那天，母親依然是少女 ～追尋被爆記憶的母子對話～》（2016年8月6日播出），該節目以廣島原爆為題材，並榮獲2016年度文化廳藝術祭廣播獎大獎，負責撰寫信件，並由樹木希林於節目中朗誦。
2019年4月開始至NHK東京播音員室任職，並擔任《首都圈網路》節目主播。
- 2020年，擔任隔週的《NHK新聞 早安日本》主播[11][12]。
- 2021年開始擔任週六、日、國定假日的正午新聞主播。
  - 2023年負責週日與國定假日的播報。
  - 2024年後負責平日（週一 - 四）的播報。
- 於2021年7月3日發生的熱海市伊豆山土石流災害（日语：熱海市伊豆山土石流災害）的關聯緊急新聞中，她因為呼籲自當地接受電話採訪的居民前往避難而造成話題[13]。
- 負責安倍晉三遭槍擊事件發生的2022年7月8日當天晚上5時時段的新聞播報。並於17:49率先報導安倍晉三去世的速報[14]。
- 於2024年1月1日發生的能登半島地震特別報導中，於大海嘯警報發布時以緊迫與強烈的語氣說出「請立即逃往高地或高層建築！」，呼籲前往避難[15]。

## 演出節目
標註☆者為目前參與演出的節目。
松江放送局時期（2014年度 - 2015年度）
- 早安島根（日语：おはよう島根） 主播（週一 - 週二：2014年7月 - 2016年3月）
- 我想試著去去!「『どんちっち』是當地的驕傲!」[16]
- 九點看新聞（因田中泉（日语：田中泉 (アナウンサー)）擔任鈴木奈穗子的代理主播，而擔任代理記者：2015年9月7日 - 11日）

廣島放送局時期（2016年度 - 2018年度）
- 早安廣島（日语：おはようひろしま）（主播：2016年度 - 2017年度）
- 一條小路（BS Premium）
  - 漫步「命之水」聖地〜英國、蘇格蘭〜（2016年12月28日）
  - 拿破崙之路 鷲的旅程328km〜法國〜（2017年12月12日）
- 廣島原爆之日廣播特集 那天，母親依然是少女 ～追尋被爆記憶的母子對話～（2016年8月6日播出）[3]
- 九點看新聞（因保里小百合（日语：保里小百合）擔任桑子真帆的代理主播，而擔任代理記者：2017年9月4日 - 15日）
- 平成30年 廣島和平紀念儀式（實況：2018年8月6日）
- 首都圈網路（合原明子的代理主播：2018年8月20日 - 24日）
- Round中國（主播）
- Robu～n（日语：ろんぶ〜ん）（主持人：教育頻道，2018年10月4日 - 2019年3月21日）
- NHK新聞 早安日本（林田理沙的代理主播：2018年9月24日 - 28日）

東京播音員室時期（2019年度 - ）
- 首都圈網路（主播：2019年度）
- 推薦節目（日语：NHKプレマップ）（主播：2019年度）
- 首都圈新聞845（日语：首都圏ニュース845）（代理主播：2019年7月4日、2021年2月1日、3日、8月10日、11日、11月15日）
- 清爽自然百景（日语：さわやか自然百景）（旁白：「靜岡 愛鷹山」2019年5月18日、「東京 小金井公園」2021年4月11日）
- 創意對決 全國高等專門學校機器人大賽（日语：アイデア対決・全国高等専門学校ロボットコンテスト）2019年「關東甲信越地區大賽」（旁白：2019年11月17日）
- NHK新聞 早安日本（5點時段主播，2020年度、隔週）
  - 廣播新聞（10:00、11:00，隔週）
  - 桑子真帆的代理主播：2020年4月20日 - 24日、5月18日 - 22日、7月9日、10日、8月31日 - 9月4日、2021年2月15日 - 19日
  - 石橋亞紗（日语：石橋亜紗）的代理主播：2021年3月6日、7日
- 達爾文來了!（日语：ダーウィンが来た!）（旁白：2020年度 - 2023年度）[17][18]
- 未來開關（旁白：2020年度 - ）
- 知子醬開罵!（日语：チコちゃんに叱られる!）（不定期）
- NHK特集
  - 新型冠狀肺炎 危機會重演嗎？ 〜大流行的去向〜（旁白：2020年6月27日）
  - 大流行 激動的世界（1）與（2）「病毒襲來 懸崖邊的132天」（旁白：2020年8月29日、30日）
  - 大流行 激動的世界（3）處於交叉點的全球資本主義」（旁白：2020年9月27日）
  - 「說不出話的那天 自治體職員們的3.11」（旁白：2024年3月10日）
- NHK7點新聞
  - 伊藤海彦（日语：伊藤海彦）的代理主播：2020年8月8日、9日、22日、9月5日、6日、19日、20日、27日
  - 井上裕貴（日语：井上裕貴）的代理主播：2020年10月26日 - 28日
  - 上原光紀（日语：上原光紀）的代理主播：2021年2月1日 - 3日、8月2日 - 6日、11月15日
  - 栗原望（日语：栗原望）的代理主播：2021年5月6日
- 新聞了解地球（日语：ニュース地球まるわかり）（記者：2021年度 - 2022年3月20日）
- 正午新聞（主播[19]：2021年4月3日 - 2025年3月27日）
  - 亦負責關東甲信（日语：東京を中心とする地域の定義一覧）地方新聞（六日、國定假日：12:10 - 12:15）（2021年4月3日 - 2024年3月31日）
  - 週末和國定假日的定時新聞（2021年4月3日 - 2024年3月31日：下午1時、3時、6時）及緊急報導對應（午前11時 - 午後7時）
  - 平日 週一至週四定時新聞（2024年4月1日 - 2025年3月27日：上午11時、下午1時、6時）及緊急報導對應（上午11時 - 下午7時）
    - 佐藤誠太（日语：佐藤誠太）的代理主播（2021年3月20日）
    - 三條雅幸（日语：三條雅幸）的代理主播（2022年2月15日、16日、18日）
    - 糸井羊司的代理主播（2022年5月6日、7月25日 - 29日、2023年7月17日、8月7日、8月10日、8月14日 - 15日、11月7日）
    - 池田伸子（平日、六、日）的代理主播（2023年7月21日 - 22日、2024年1月5日 - 6日、2月24日）
- 國會直播（日语：国会中継#NHKの中継）（不定時）
  - 第211屆國會（日语：第211回国会） - 第213屆國會（日语：第213回国会）（2023年4月 - 2024年3月）
- 新春現場直播!東西搞笑殿堂2022（日语：初笑い東西寄席）（主持人：2022年1月3日）
- 心網TV（日语：ハートネットTV）（2022年4月 - ）☆
- 英雄們的選擇（日语：英雄たちの選択）（杉浦友紀播音員的代理主持人：2022年4月20日、27日）
- #聾人 ～耳聾生活 聽力損失的生活～（主播）[20]☆
  - 4月號（2022年4月20日）
  - 6月號（2022年6月22日）
  - 7月號（2022年7月27日）
- 新聞金5點（日语：ニュース きん5時）（糸井羊司的代理新聞旁白：2022年5月6日、7月29日）
- 參議院議員通常選舉開票速報（助理主播）（2022年7月10日 - 11日）
- 新聞LIVE！夕5點（日语：ニュースLIVE!ゆう5時） 節目内的新聞播報主播（17:30前後）（2022年7月25日 - 2022年7月28日）
- 因令和6年能登半島地震的緊急報導對應而至金澤放送局支援
  - 早安石川（日语：おはよう石川）（2024年3月5日 - 6日）
  - 能登半島地震 生命線資訊（2024年3月6日）
  - 石川縣新聞（2024年3月5日 - 6日[註 1]）
- 下午LIVE NEWSOON（週一至週四的新聞播報：2024年4月1日 - 2025年3月7日）
- 巴黎奧運開幕式（2024年7月27日)
- NHK新聞 早安日本 （主播[註 2]：2025年3月31日 - ）☆
- NHK新聞 早安日本 關東甲信越（主播[註 3]：2025年3月31日 - ）☆
- MUSIC GIFT 2025 ～送給你的希望之歌～（日语：MUSIC GIFT）（主持人：2025年8月9日）

## 備註

## 外部連結
- アナウンスルーム・中山果奈